# Grande mostra d'arte tedesca
La Grande mostra d'arte tedesca (dal tedesco Große Deutsche Kunstausstellung) fu un'esposizione d'arte che ebbe luogo dal 1937 al 1944 nella Haus der Deutschen Kunst di Monaco atta a celebrare l'arte approvata nella Germania nazista.

## Storia
La "Grande mostra d'arte tedesca" fu inaugurata con una cerimonia il 18 luglio 1937 insieme alla Haus der Deutschen Kunst, struttura che fu appositamente costruita per ospitarla. Nel discorso di apertura, Hitler fornì un resoconto completo della comprensione nazionalsocialista dell'"arte tedesca" che doveva essere tramandata ai posteri. Allo stesso tempo, secondo Stefan Schweizer, Hitler delineò una struttura di base populista e razzista, basata su idee e interpretazioni storiche e artistiche.
Hitler identificò infatti l'arte della Repubblica di Weimar con il sistema politico del suo tempo, con la sua idea che l'arte fosse l'espressione diretta del tempo che la caratterizzava. D'altra parte, considerò l'arte che reputava legittimata dalla politica legittimante della politica. Definì lo stile e l'ideologia della nuova arte tedesca con le parole: "Essere tedesco significa essere chiari. Ma ciò significherebbe che essere tedesco significa essere logici e soprattutto veri."

In contrasto con questo, Hitler screditò pesantemente l'arte moderna che definiva "degenerata" e annunciò:
Il giorno seguente venne aperta a Hofgarten la denigratoria mostra Entartete Kunst ("Arte degenerata"). 
La "Grande mostra d'arte tedesca" conteneva un totale di 12.550 oggetti esposti e fu visitata da circa 600.000 persone. Tale evento si rivelò un fiasco all'estero, suscitando scarso interesse internazionale.
Dopo il 1945, numerose opere non vennero più mostrate e nemmeno raffigurate su stampa. Tuttavia, lo Zentralinstitut für Kunstgeschichte di Monaco le rese nuovamente visibili on line dall'ottobre 2011, in collaborazione con la Haus der Kunst e il Deutsches Historisches Museum di Berlino, per favorire un dibattito sulla storia sociale e artistica.

## La mostra

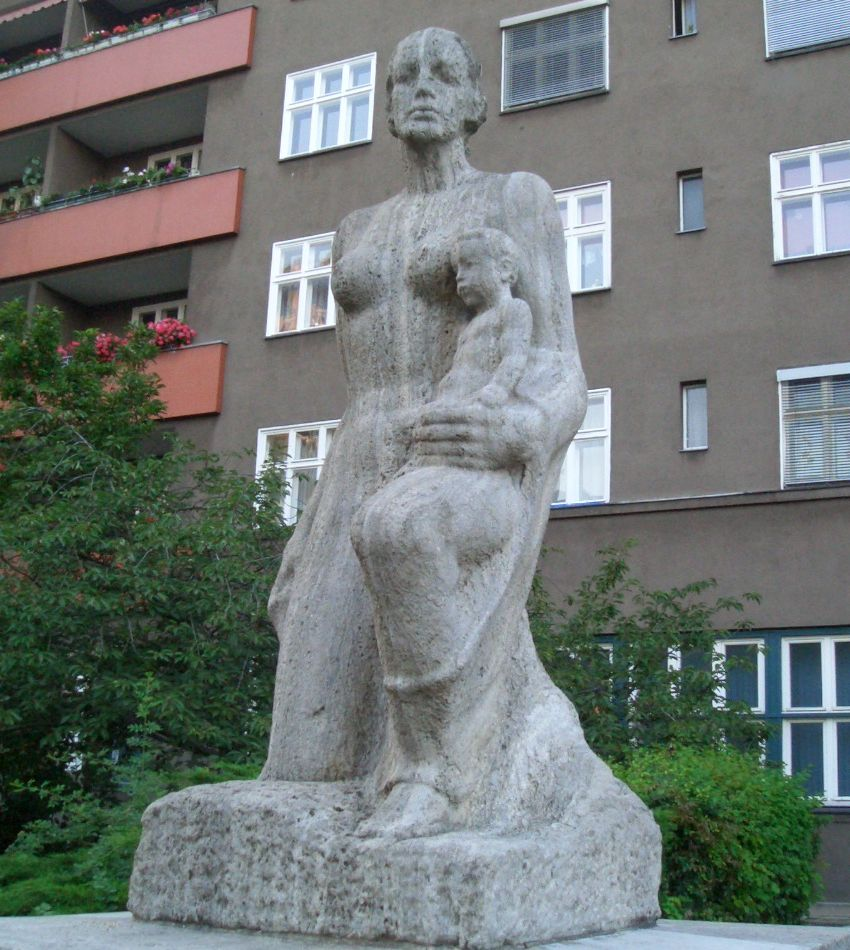
Josef Thorak, Heim (1928), una delle opere esposte durante la "Grande mostra d'arte tedesca"

La "Grande mostra d'arte tedesca" occupava il piano terra, il primo piano e il secondo piano nella centrale "Sala d'onore" della Haus der Kunst e venne presentata come il più importante evento culturale della Germania nazista. Tale evento celebrava la cosiddetta "autentica arte tedesca", che doveva essere di gusto neoclassico e propagandare le teorie del nazionalsocialismo. Le scene raffigurate nelle opere d'arte naziste celebravano i valori di unità razziale e trattavano temi della tradizione fra cui la forza del lavoro, la potenza militare, la campagna e la maternità. Fra gli artisti esposti vi erano Arno Breker, Josef Thorak, Adolf Wamper, Adolf Ziegler, Karl Diebitsch, Willy Meller e Wolfgang Willrich.
L'esposizione era stata anche concepita come una mostra commerciale, dove gli artisti potevano essere rappresentati da alcune delle loro opere (di solito fino a dieci) e le loro creazioni potevano essere vendute. Durante la mostra, veniva data ad ogni artista la possibilità di esibirsi in uno "spettacolo speciale" in cui poteva presentarsi nel modo più completo. Durante la mostra vennero vendute opere d'arte per 13 milioni di Reichsmark; il solo Hitler ne acquistò per 6,8 milioni di Reichsmark. 
La parte organizzativa e tecnica della preparazione per la mostra fu affidata alla stessa Haus der Deutschen Kunst, come istituto di diritto pubblico, la direzione artistica complessiva venne guidata dal "Commissario del Presidente della Camera Imperiale delle Belle Arti" di Adolf Hitler.
La durata della mostra fu fissata dall'inizio fino al 1940; le mostre successive vennero annunciate "fino a nuovo avviso". Le mostre erano aperte tutti i giorni, anche la domenica e i giorni festivi, dalle 9:00 fino alle 18:00. Le opere vendute durante la mostra potevano essere sostituite da altre opere giudicate "di buon senso" da alcuni esaminatori. La parte contraente per la vendita era la "Casa dell'arte tedesca". Fotografare e copiare le opere esposte era inizialmente vietato durante l'orario di esibizione. Dal 1943, tuttavia, questo fu possibile a fini di stampa, dopo l'approvazione preventiva della direzione della mostra.